# Turricula amplisulcus
Turricula amplisulcus é uma espécie de gastrópode do gênero Turricula, pertencente a família Clavatulidae.